# Frostdropplav
Frostdropplav (Biatora pallens) är en lavart som först beskrevs av Henrik August Kullhem, och fick sitt nu gällande namn av Christian Printzen. Frostdropplav ingår i släktet Biatora, och familjen Ramalinaceae. Enligt den finländska rödlistan är arten nära hotad i Finland. Arten är reproducerande i Sverige. Artens livsmiljö är lundskogar.